# کورگان (استان آمور)
کورگان (به لاتین: Kurgan) یک منطقهٔ مسکونی در روسیه است که در استان آمور واقع شده‌است.